# Viktor (Olijnyk)
Viktor (světským jménem: Volodymyr Mykolajovyč Olijnyk; * 21. září 1940, Počajivpp) je ukrajinský duchovní Ruské pravoslavné církve, arcibiskup emeritní metropolita tverský a kašinský.

## Život
Narodil se 21. září 1940 v Počajivu.
Po dokončení střední školy nastoupil roku 1958 na Leningradský duchovní seminář a poté pokračoval ve studiu na Leningradské duchovní akademii.
Dne 2. ledna 1966 byl metropolitou leningradským a ladožským Nikodimem (Rotovem) postřižen na monacha se jménem Viktor.
Dne 6. ledna 1966 jej arcibiskup tulský a beljovský Alexij (Konopljov) rukopoložil na hierodiakona a 22. října 1967 na jeromonacha.
V letech 1968–1978 sloužil jako ključar (zástupce představeného) katedrálního chrámu svaté Kateřiny v Krasnodaru a poté katedrálního chrámu Svaté Trojice v Kalininu. Mezitím se stal členem eparchiální rady krasnodarské eparchie.
Roku 1969 byl povýšen na igumena a roku 1974 na archimandritu.
Dne 30. listopadu 1988 jej Svatý synod zvolil biskupem kalininským a kašinským.
Dne 3. prosince 1988 byl v chrámu Zjevení Páně v Moskvě oficiálně jmenován biskupem a zde také o den později proběhla jeho biskupská chirotonie. Světiteli byli metropolita rostovský a novočerkasský Volodymyr (Sabodan), metropolita kišiněvský a moldavský Serapion (Fadějev), arcibiskup orenburský a buzulukský Leontij (Bondar), arcibiskup sverdlovský a kurganský Melchisedek (Lebeděv), arcibiskup jaroslavký a rostovský Platon (Udovenko), arcibiskup kostromský a galičský Jov (Tyvonjuk), arcibiskup kurský a bělgorodský Juvenalij (Tarasov), arcibiskup vinnycký a braclavský Agafangel (Savvin), biskup vladimirský a suzdalský Valentin (Miščuk) a biskup penzenský a saranský Serafim (Tichonov).
Dne 19. července 1990 mu byl změněn titul na tverský a kašinský.
Dne 25. února 1996 byl povýšen na arcibiskupa.
Dne 28. prosince 2011 jej Svatý synod jmenoval hlavou nově zřízené tverské metropole a 8. ledna 2012 ho patriarcha moskevský Kirill povýšil na metropolitu.
Dne 15. března 2012 byl potvrzen ve funkci představeného Nilo-Stolobenské pustyně a Starického monastýru.
Dne 14. července 2018 byl Svatým synodem penzionován a jako místo pobytu bylo určeno město Tver.